# Oldenlandia nigrescens
Oldenlandia nigrescens là một loài thực vật có hoa trong họ Thiến thảo. Loài này được Urb. & Ekman mô tả khoa học đầu tiên năm 1932.